# Eric Orbom
Eric Orbom (Estocolmo, 6 de julho de 1915 — Los Angeles, 23 de maio de 1959) é um diretor de arte estadunidense. Venceu o Oscar de melhor direção de arte na edição de 1961 por Spartacus, ao lado de Alexander Golitzen, Russell A. Gausman e Julia Heron.